# 퀀텀 (기업)

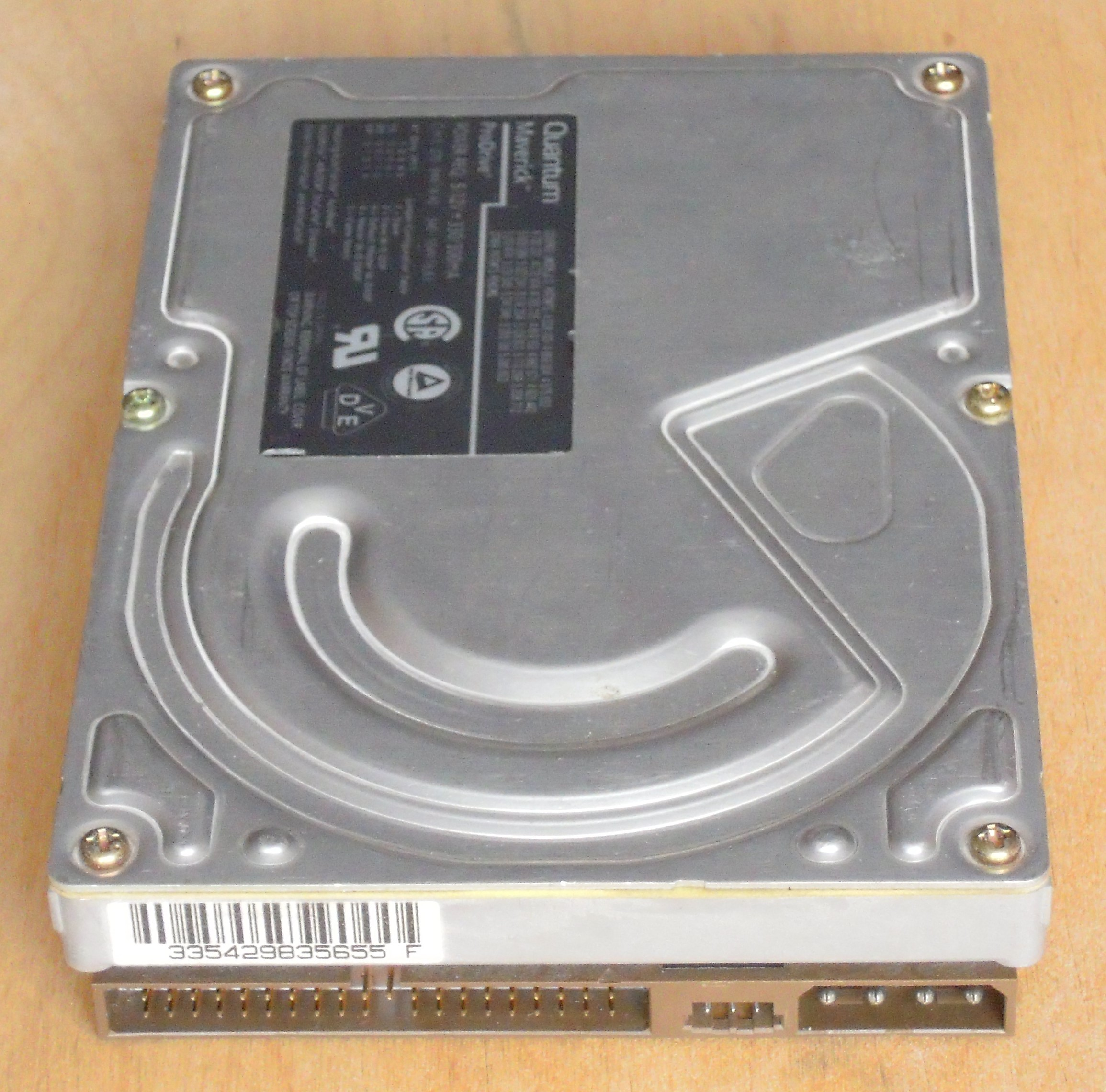
퀀텀 HDD

퀀텀 코퍼레이션(Quantum Corporation)은 가상적, 물리적 서버 데이터 보호와 클라우드 환경에서 테이프 드라이브, 테이프 오토메이션, 디스크 기반 데이터 복구 및 백업, 빅 데이터 관리를 포함하여 전문 스토리지 솔루션 제품을 생산하고 서비스를 제공하는 회사이다. 본사는 미국 산호세에 위치해 있다. 1980년 설립부터 2001년까지 퀀텀은 주요 하드 디스크 드라이브 제조사였으나, 2001년 하드 디스크 드라이브 사업 부분을 맥스터에 팔아서 HDD 사업을 정리하였다.

## 참고
1. ↑  “Maxtor buys Quantum HDD”. 2014년 10월 7일에 원본 문서에서 보존된 문서. 2015년 11월 11일에 확인함.